# Station Rognan
Station Rognan  is een spoorwegstation in Rognan in fylke Nordland in Noorwegen. Het station dateert uit 1958 en werd gebouwd toen Nordlandsbanen werd verlengd van Fauske naar station Bodø.
Rognan is het eindpunt van de lokale lijn vanaf Bodø. Daarnaast stoppen de doorgaande treinen naar Trondheim op het station.